# Doktorzy honoris causa Uniwersytetu Gdańskiego
Doktorami honoris causa Uniwersytetu Gdańskiego są:

## Lata 70.
- Inż. Eugeniusz Kwiatkowski (19 sierpnia 1974)
- Prof. Aleksander Jabłoński (Uniwersytet Mikołaja Kopernika, Toruń) (9 października 1975)
- Prof. Bolesław Piotr Kasprowicz (Wyższa Szkoła Handlu Morskiego, Wyższa Szkoła Ekonomiczna w Sopocie oraz Uniwersytet Gdański) (30 października 1975)
- Prof. Borys Arbuzow (Akademia Nauk, ZSRR) (25 listopada 1976)
- Prof. Jurij Owczinnikow (Akademia Nauk, ZSRR) (29 grudnia 1977)
- Prof. Władysław Czapliński (Uniwersytet Wrocławski) (20 kwietnia 1978)

## Lata 80.
- Ks. dr Bernard Sychta autor „Słownika gwar kaszubskich” (3 grudnia 1981 r.)
- Prof. Gerard Labuda (Uniwersytet im. A. Mickiewicza i PAN, Wydział Historii Pomorza w Poznaniu) (21 marca 1985 r.)
- Prof. Władysław Wolter (PAN, Uniwersytet Jagielloński) (16 stycznia 1986 r.)
- Prof. Janusz Sokołowski (Uniwersytet Gdański) (17 lipca 1986 r.)
- Prof. Leonard Hendrik Klassen (Dutch Institute of Economics i Erasmus University, Rotterdam, Holandia) (20 listopada 1986 r.)
- Prof. Maurice Manning (Medical Collage of Ohio, Toledo, USA) (2 lipca 1987 r.)
- Prof. Wacław Szybalski (Wisconsin State University, Madison, USA) (4 maja 1989 r.)

## Lata 90.
- Lech Wałęsa (20 marca 1990 r.)
- Prof. Ulf Ragnarsson (University of Uppsala, Szwecja) (11 listopada 1990 r.)
- Prof. Oswald Leroy (University of Leuven, Belgia) (8 lutego 1991 r.)
- Prof. Michael Kasha (Florida State University, USA) (24 października 1991 r.)
- Dr Richard von Weizsaecker (Prezydent Niemiec) (25 czerwca 1992 r.)
- Prof. Jean H. P. Paelinck (Erasmus University, Rotterdam, Holandia) (25 lutego 1993 r.)
- Günter Grass (pisarz niemiecki, gdańszczanin) (25 marca 1993 r.)
- François Mitterrand (Prezydent Francji) (17 czerwca 1993 r.)
- Prof. Maria Janion (Polska Akademia Nauk) (30 czerwca 1994 r.)
- Prof. Sven Erlander (Linkping University, Szwecja) (2 stycznia 1995 r.)
- Prof. Edmund Cieślak (Polska Akademia Nauk) (10 października 1995 r.)
- Prof. Jan Strelau (Polska Akademia Nauk) (23 listopada 1995 r.)
- Prof. Henryk Markiewicz (Polska Akademia Nauk) (30 maja 1996 r.)
- Prof. Leszek Kołakowski (All Souls College, Oxford, Wielka Brytania) (26 czerwca 1997 r.)
- Prof. Alicja Jaruga (Uniwersytet Łódzki) (26 czerwca 1997 r.)
- Prof. Andrea Romano (Uniwersytet w Messynie, Włochy) (11 grudnia 1997 r.)
- Prof. Falk Fahrenholz (Uniwersytet Gutenberga w Moguncji, Niemcy) (30 kwietnia 1998 r.)
- Prof. Horst Lange-Bertalot (Uniwersytet J.W. Goethego, Frankfurt, Niemcy) (25 czerwca 1998 r.)
- Prof. Hanna Popowska-Taborska (Instytut Slawistyki PAN w Warszawie) (29 kwietnia 1999 r.)
- Prof. Norman J.R. Davies (Akademia Brytyjska, London University, Wielka Brytania) (24 marca 2000 r.)
- Madeleine K. Albright (polityk, sekretarz stanu, USA) (25 czerwca 2000 r.)

## XXI wiek
- Prof. Stanisław Ładyka (ekonomista, Szkoła Główna Handlowa w Warszawie) (31 maja 2001 r.)
- Prof. Marian Biskup (historyk, Polska Akademia Nauk i Polska Akademia Umiejętności) (25 października 2001 r.)
- Prof. Jan Winiecki (ekonomista, Uniwersytet Europejski Viadrina we Frankfurcie nad Odrą, Niemcy) (25 października 2001 r.)
- Prof. Wolfgang E. Krumbein (oceanolog, Uniwersytet w Oldenburgu, Niemcy) (25 kwietnia 2002 r.)
- Prof. Uffe Ellemann-Jensen (politolog, minister spraw zagranicznych w latach 1982–1993, Dania) (23 maja 2002 r.)
- Prof. Bernd Jastroff (chemik, Uniwersytet w Bremie, Niemcy) (6 marca 2003 r.)
- Prof. Alfred Czermiński (ekonomista, Uniwersytet Gdański) (26 czerwca 2003 r.)
- Ryszard Kapuściński (pisarz, reportażysta) (29 stycznia 2004 r.)
- Andrzej Wajda (reżyser teatralny i filmowy) (27 stycznia 2005 r.)
- Prof. Harold A. Scheraga (Cornell University, Ithaca N.Y.) (24 lutego 2005 r.)
- Władysław Bartoszewski (historyk, polityk, dyplomata) (29 września 2005 r.)
- Tadeusz Różewicz (poeta, dramaturg) (1 czerwca 2006 r.)
- Prof. Charles H. Bennet (fizyk – informacja kwantowa, oddział badawczy IBM w Yorktown w stanie Nowy Jork) (25 maja 2006 r.)
- Prof. Anton Zeilinger (fizyk – informacja kwantowa, Uniwersytet Wiedeński w Austrii) (25 maja 2006 r.)
- Dr hab. Leszek Balcerowicz – ekonomista, Prezes NBP (14 grudnia 2006 r.)
- Prof. Maria Bogucka – historyk, znawca dziejów Gdańska (21 grudnia 2006 r.)
- Prof. Yi Lijun – tłumaczka i badaczka literatury polskiej (25 października 2007 r.)
- Prof. Ewa Łętowska – prawnik w specjalnościach: prawa człowieka, prawo administracyjne, prawo cywilne, prawo konstytucyjne, pierwszy Rzecznik Praw Obywatelskich III RP (19 marca 2007 r.)
- Elie Wiesel – laureat pokojowej Nagrody Nobla (27 marca 2008 r.)
- Prof. Czesław Druet – oceanolog, twórca Instytutu Oceanologii PAN w Sopocie (22 stycznia 2009 r.)
- Prof. Henryk Samsonowicz – historyk (24 września 2009 r.)
- Tomas Venclova – poeta, eseista, publicysta, badacz i tłumacz (26 listopada 2009 r.)
- Jerzy Brzeziński – psycholog (1 października 2010 r.)
- Prof. Maciej Żylicz – biolog molekularny, biochemik (30 czerwca 2011 r.)
- Prof. Bernd Baron von Maydell – prawnik (13 czerwca 2013 r.)
- Prof. Henryk Kozłowski – chemik (13 czerwca 2014 r.)
- Prof. Zbigniew Ciesielski – matematyk (27 marca 2014 r.)
- Prof. Lech Garlicki – profesor prawa (20 marca 2017 r.)
- Prof. Anders Grubb – biochemik (28 września 2018 r.)
- Prof. Stefan Angielski – 2020[1]
- Prof. Zbigniew Grzonka – 2020[1]
- Prof. Edmund Wittbrodt – 2020[1].
- Olga Tokarczuk – 18 marca 2024 r.[2]
- Prof. Krzysztof Pomian – filozof (10 maja 2024 r.)[3]